# El Aire de Tu Casa
El Aire de Tu Casa é o primeiro álbum de estúdio do cantor mexicano Jesús Adrián Romero, produzido por Mike Rodríguez e lançado em janeiro de 2005. A obra teve uma grande relevância no meio, chegando a ser indicado a Melhor álbum cristão em língua espanhola no Grammy Latino. No Brasil, algumas canções foram traduzidas, sendo que "Mi Universo" foi regravada por PG e recebeu uma indicação a melhor música no Troféu Talento de 2009. As canções "Mi Universo", "Aqui Estoy", "Te Veo" e "El Aire de Tu Casa" foram gravadas em videoclipe em Buenos Aires. Foi gravado em DVD no Texas.

## Faixas
| N.º            | Título                | Duração |  |
| 1.             | "El Aire de Tu Casa"  | 04:13   |  |
| 2.             | "Mi Universo"         | 04:12   |  |
| 3.             | "Espérame"            | 05:10   |  |
| 4.             | "Aquí Estoy"          | 03:16   |  |
| 5.             | "No Es Como Yo"       | 04:58   |  |
| 6.             | "Mi Corazón Te Canta" | 03:38   |  |
| 7.             | "Te Veo"              | 03:53   |  |
| 8.             | "Mi Herencia"         | 03:43   |  |
| 9.             | "Me Dice que me Ama"  | 04:01   |  |
| 10.            | "Es Por Tu Gracia"    | 03:22   |  |
| 11.            | "De Ti Dependo"       | 03:15   |  |
| 12.            | "Pegao a Ti"          | 02:47   |  |
| Duração total: | Duração total:        | 46:34   |  |

## Prêmios e Indicações
- Melhor Álbum Cristão em Língua Portuguesa - Grammy Latino - 2006
- 2007: Melhor DVD - Edição especial do disco em formato DVD no Prêmio Arpa.[4]